# Ajdir
Ajdir ou Axdir (em árabe: أجدير; romaniz.: Adschdir; em tifinague: ⴰⵊⴷⵉⵔ, Aŷdīr) é uma vila do norte de Marrocos, situada na província homónima e na região de Taza-Al Hoceima-Taounate. Em 2004 tinha 3 987 habitantes.
Situada 7 km a sul de Al Hoceima, Ajdir foi a capital da efémera República do Rife de 1921 a 1926 e, consequentemente, o quartel-general do seu líder Abdelkrim El Khattabi na guerra contra o protetorado espanhol.
Aŷdīr é uma palavra da língua berbere rifenha (tarifit), provavelmente de origem fenícia, que significa "muro" ou, por extensão fortaleza (em fenício, gádir significava "fortaleza" ou "recinto muralhado"). No sul de Marrocos, o mesmo termo (ou equivalente: agadir) é usado para designar os celeiros ou armazéns fortificados comunitários e deu origem ao nome da cidade marroquina de Agadir e da cidade espanhola de Cádis, cujo nome fenício era Gádir.
A vila é densamente povoada e tem vindo a crescer muito nos últimos anos, principalmente por se encontrar nos arredores da densamente povoada Al Hoceima, o que leva muitas famílias dessa cidade a mudarem-se para Ajdir.